# 2018-as labdarúgó-világbajnokság-selejtező (CONCACAF – 3. forduló)
A 2018-as labdarúgó-világbajnokság észak-amerikai selejtezőjének 3. fordulójának mérkőzéseit tartalmazó lapja.

## Lebonyolítás
A harmadik fordulóban 12 csapat vett részt: a 7–8. helyen rangsoroltak és a második forduló 10 továbbjutója. A csapatok oda-visszavágós rendszerben mérkőztek, a párosítások győztesei továbbjutottak a negyedik fordulóba.

## Kiemelés
A sorsolást 2015. július 25-én tartották Szentpéterváron.
A kiemelést a 2014 augusztusi FIFA-világranglista alapján határozták meg. A 12 csapatot két kalapba sorolták:
- A 3. kalapba a rangsor szerinti 1–6. helyezett csapatok kerültek
- A 4. kalapba a rangsor szerinti 7–12. helyezett csapatok kerültek

A kalapokból párosításokat sorsoltak.
| 3. kalap                                                                                                 | 4. kalap |
| --- | --- |
| 1. Jamaica (85.) 2. Haiti (117.) 3. Kanada (122.) 4. Aruba (124.) 5. Salvador (127.) 6. Guatemala (134.) | 1. Saint Vincent és a Grenadine-szigetek (134.) 2. Grenada (142.) 3. Antigua és Barbuda (149.) 4. Belize (162.) 5. Nicaragua (175.) 6. Curaçao (182.) |

Jegyzet
A dőlt betűvel jelzett csapatok a 2. forduló továbbjutói. Guatemala a 3. kalapba került, mert magasabb volt a pontszáma (203,24), mint a Saint Vincent és a Grenadine-szigeteknek (202,53). A FIFA-világranglistán a két csapat azonos helyen állt, mert a pontszámokat egész számra kerekítik.

## Párosítások
| 1. csapat                             | Össz.Tooltip Aggregate score | 2. csapat | 1. mérk. | 2. mérk. |
| ------------------------------------- | ---------------------------- | --------- | -------- | -------- |
| Curaçao                               | 0–2                          | Salvador  | 0–1      | 0–1      |
| Kanada                                | 4–1                          | Belize    | 3–0      | 1–1      |
| Grenada                               | 1–6                          | Haiti     | 1–3      | 0–3      |
| Jamaica                               | 4–3                          | Nicaragua | 2–3      | 2–0      |
| Saint Vincent és a Grenadine-szigetek | 3–2                          | Aruba     | 2–0      | 1–2      |
| Antigua és Barbuda                    | 1–2                          | Guatemala | 1–0      | 0–2      |

## Mérkőzések
| 2015. szeptember 4. 19:05 (UTC−4) |

| Curaçao | 0–1               | Salvador  |
| ------- | ----------------- | --------- |
|         | (0–1) Jegyzőkönyv | Larín 12' |

| Ergilio Hato Stadium, Willemstad Játékvezető: Valdin Legister (jamaicai) |

| 2015. szeptember 8. 19:35 (UTC−6) |

| Salvador   | 1–0               | Curaçao |
| ---------- | ----------------- | ------- |
| Barrios 9' | (1–0) Jegyzőkönyv |         |

| Estadio Cuscatlán, San Salvador Játékvezető: Ricardo Montero (Costa Rica-i) |

- Salvador 2–0-s összesítéssel jutott tovább a negyedik fordulóba (A csoport).

| 2015. szeptember 4. 19:37 (UTC−4) |

| Kanada                          | 3–0               | Belize |
| ------------------------------- | ----------------- | ------ |
| Ricketts 25' 65' Hutchinson 90' | (1–0) Jegyzőkönyv |        |

| BMO Field, Toronto Nézőszám: 10 412 Játékvezető: Jhon Pitti (panamai) |

| 2015. szeptember 8. 19:00 (UTC−6) |

| Belize       | 1–1               | Kanada        |
| ------------ | ----------------- | ------------- |
| McCaulay 26' | (1–1) Jegyzőkönyv | Johnson 45+1' |

| FFB Stadium, Belmopan Játékvezető: Javier Santos (Puerto Ricó-i) |

- Kanada 4–1-es összesítéssel jutott tovább a negyedik fordulóba (A csoport).

| 2015. szeptember 4. 16:21 (UTC−4) |

| Grenada                | 1–3               | Haiti                            |
| ---------------------- | ----------------- | -------------------------------- |
| Straker 33' (11-esből) | (1–2) Jegyzőkönyv | Maurice 27' Jérôme 38' Nazon 56' |

| National Cricket Stadium, St. George's Játékvezető: Héctor Rodríguez (hondurasi) |

| 2015. szeptember 8. 19:00 (UTC−4) |

| Haiti                              | 3–0               | Grenada |
| ---------------------------------- | ----------------- | ------- |
| Guerrier 26' Nazon 38' Belfort 50' | (2–0) Jegyzőkönyv |         |

| Stade Sylvio Cator, Port-au-Prince Játékvezető: Dave Gantar (kanadai) |

- Haiti 6–1-es összesítéssel jutott tovább a negyedik fordulóba (B csoport).

| 2015. szeptember 4. 20:00 (UTC−5) |

| Jamaica                   | 2–3               | Nicaragua                                    |
| ------------------------- | ----------------- | -------------------------------------------- |
| Mattocks 69' Mariappa 78' | (0–2) Jegyzőkönyv | Rosas 5' (11-esből) Chavarría 8' Galeano 48' |

| Independence Park, Kingston Játékvezető: Marlon Mejía (salvadori) |

| 2015. szeptember 8. 19:30 (UTC−6) |

| Nicaragua | 0–2               | Jamaica                  |
| --------- | ----------------- | ------------------------ |
|           | (0–1) Jegyzőkönyv | Mattocks 13' Dawkins 89' |

| Estadio Nacional Dennis Martínez, Managua Játékvezető: Oscar Reyna (guatemalai) |

- Jamaica 4–3-as összesítéssel jutott tovább a negyedik fordulóba (B csoport).

| 2015. szeptember 4. 15:30 (UTC−4) |

| Saint Vincent és a Grenadine-szigetek | 2–0               | Aruba |
| ------------------------------------- | ----------------- | ----- |
| Slater 51' Anderson 90' (11-esből)    | (0–0) Jegyzőkönyv |       |

| Arnos Vale Stadium, Kingstown Játékvezető: Rodphin Harris (trinidad és tobagó-i) |

| 2015. szeptember 8. 20:00 (UTC−4) |

| Aruba        | 2–1               | Saint Vincent és a Grenadine-szigetek |
| ------------ | ----------------- | ------------------------------------- |
| Danso 4' 50' | (1–0) Jegyzőkönyv | Slater 84'                            |

| Trinidad Stadion, Oranjestad Játékvezető: José Alfredo Peñaloza (mexikói) |

- A Saint Vincent és a Grenadine-szigetek 3–2-es összesítéssel jutott tovább a negyedik fordulóba (C csoport).

| 2015. szeptember 4. 20:05 (UTC−4) |

| Antigua és Barbuda    | 1–0               | Guatemala |
| --------------------- | ----------------- | --------- |
| Weston 72' (11-esből) | (0–0) Jegyzőkönyv |           |

| Sir Vivian Richards Stadium, North Sound Játékvezető: Armando Villarreal (amerikai) |

| 2015. szeptember 8. 20:06 (UTC−6) |

| Guatemala             | 2–0               | Antigua és Barbuda |
| --------------------- | ----------------- | ------------------ |
| Ruiz 61' D. López 75' | (0–0) Jegyzőkönyv |                    |

| Estadio Mateo Flores, Guatemalaváros Játékvezető: Roberto García Orozco (mexikói) |

- Guatemala 2–1-es összesítéssel jutott tovább a negyedik fordulóba (C csoport).